# Decathlon
Decathlon je prodejce sportovního zboží. S 1747 obchody v 60 zemích je největším světovým prodejcem sportovního vybavení. První prodejnu otevřel v roce 1976. V Česku má Decathlon 27 prodejen (stav k roku 07/2025), první otevřel v roce 2010.
V dubnu 2020 spustil český Decathlon Blog, kde experti z Decathlonu poskytují své rady a doporučení.[zdroj?]
Název Decathlon znamená desetiboj.